# منديل

علبة مناديل

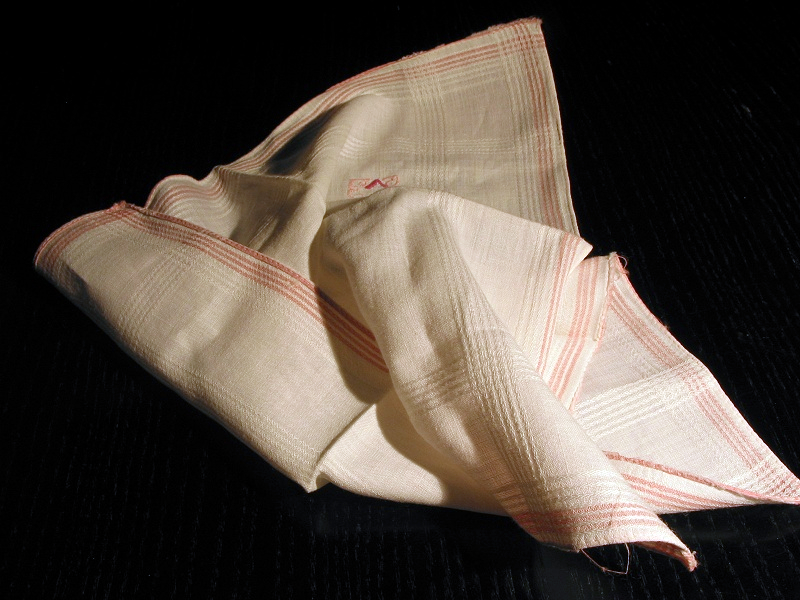
منديل من النسيج يتميز بعلامة لون بلونالصناعية

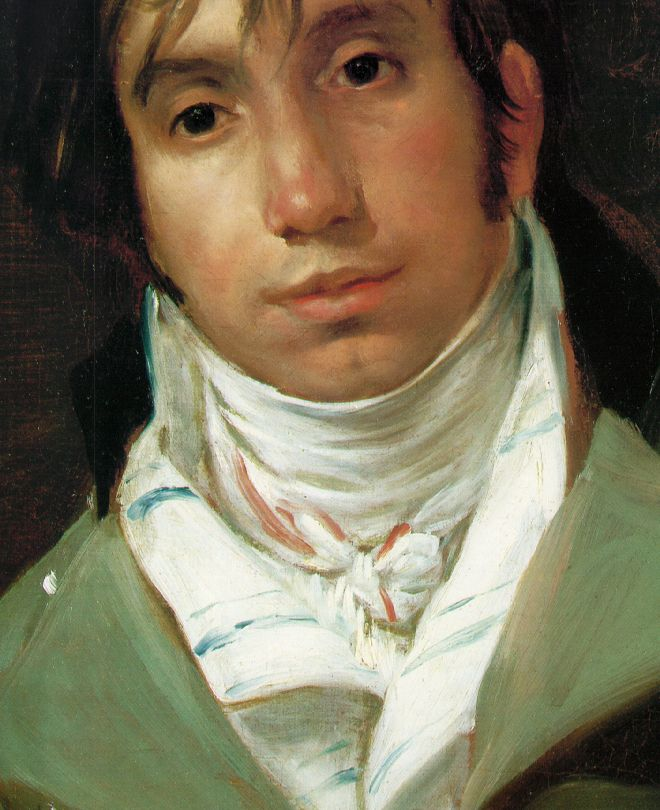
رجل يضع منديل حول رقبته..

المنديل أو  المحرمة  هو قطعة من القماش أو الورق (السليلوز) تستخدم أساسًا للنظافة ولراحة الشخص ولا سيما لمسح الأنف، والمنديل بصفة عامة عبارة عن نسيج بسيط مربع الشكل، وقد تفاوت هذا النموذج إلى حد كبير في التاريخ من أنواع المناديل الدانتيل شوليه إلى الإسفنجي الياباني، تطور وهو متوفر اليوم بأشكال متعددة نتيجة العوامل الاقتصادية والأزياء.
هذا الشيء المنزلي الشائع حتى لا تترك بسهولة التعرف عليه بطبيعة الحال، استخدامه لمسح أنفه هو أول خاصية لتعريف منديل لكن إذا كان هناك صناعة منديل إذن إنتاج القماش المصمم خصيصا لمسح الأنف، غالبا مايصنع منديل من قطعة القماش متوقعة الأصل لكل الاستعمالات أخرى، وعلى العكس فإنه في كثير من الأحيان يتحول منديل إلى بطانية أو خرقة حسب الاحتياجات.
يسهل نقله، ودائما في متناول اليد، كما يعوض عدد كبير من الأشياء المستعملة أحدها ضمادة الجرح، ويمكن أن يتحول إلى عصابة في شارة أو في وداع وأيضا إشارة للتوديع.
من الضروري أن يكون لهذا الشيء سمة رئيسية المنشأ والاستخدام لكن أحيانًا يكون هذا التعريف بعيد كل البعد عن المسح الذي يعتبر ميزته الخاصة للصحة والنظافة.
الاهتمام بالمنديل راجع أيضا لدراسة تاريخ الملابس، وعلم الاجتماع المظاهر وأيضا علم الإنسان للحركات.

## المنديل والأصل الحي والاستخدام الثقافي
جوهرالداخلي للمنديل هو نوع الاستخدام: التمخط هو سبب الأول لوجوده، على الرغم من من وجود أسباب آخرى. هذا الشيء هو في الواقع لديه طابع أخلاقي مهما كان المجتمع المعني: التمخط هو فعل مؤدب أحيانا وأحيانا فظ حسب الثقافات، أو حتى داخل نفس المجتمع، وهذا حسب المجتمع.أيضا أصل استعمالية المنديل لا تفك الأهمية المعتبرة الحالية
وفي السياق نفسه، المنديل عامة يوضع، ففي فرنسا يوضع المنديل في جيب الثوب. ولكن يوجد الملابس لاتحمل جيوب في بعض المجتمعات، وتفاوتت دائما استخدام منديل من مجتمع واحد أو عصر إلى آخر: أنه تم في بعض الأحيان يكون العلامة واضحة المرغوبة من قبل حاملي المنديل، أو مجرد شيء يستر المستحيلات.

### أصل المنديل للاستعمال الصحي
Hankachi (ハンカチ) مختصر لمصطلح إنجليزي handkerchief التي تعني المنديل وهي أيضا مشتقة من المصطلح القديم المغير couvre-chef التي تعني غطاء الرأس. لاشتقاق الكلمة صورة لمعان أولية: لفظة mouchoir مشتقة من الفعل moucher (اواخرالقرن xv)المؤخوذة من اللاتينبة muccare التي هي أيضا مؤخوذة من mucus، في الغرنسية اتجاه الاستعمال الصحي ولو على الأقل قطعة من القماش (morceau)و التي لها دلالة على أصل الكلمة، وفي اللغات الأخرى المصطلح لديه صورة منعكسة للاستعمالات أخرى، في الإنجليزية handkerchief تعني النسيج بنوعيه المتمايزين (منديل من النسيج ومنديل من الورق)،handkerchief حرفيا (couvre-chef de main) مظهر الاستعمال المتعلق بالثياب،kerchief تعني منديل الرأس في الإيطالية على العكس ان fazzolato هي قطعة من النسيج للمسح أو توضع حول العنق، ومصطلح أخر موجود أيضاPAZZUELA قطعة من النسيج لكل الاستخدامات، حيث يوجد اختلاف بين النوعين، أخيرا في هولندا zakdoek تتكون من zak وdok التي تعني من نسيج القطن.

### القدم
المنديل تطور كثيرا عبر العصور سواء من الناحية الشكلية أو الاستعمال ويعود ذلك إلى الحقبة الرومانية-الرومانية.

### الأصل
المنديل بشكله الحالي كان غير معروف عند الإغريق والرومان، حيث كان يمثل قطعة من القماش تستخدم لمسح الوجه الsudariem (مصطلح من نفس عائلة sueurوsudatin، لم يكن حتى تطور في عصر النهضة في الأعراف الفرنسية وذلك بعد تقييمه من طرف الباحثين في علم الأخلاق فمثلا ايراموس في كتابه "la civilité puéule" سنة 1530.
السيدات الرومانيات منذ القرن الثالث صنعن muccinium للمسح مشتقة من mapaالتي تعني قطعة من النسيج مخصصة لمسح الوجه، أما بالنسبة للقدماء المصريين كانوا يعرفون المنديل حيث كان يستعمل من طرف الملكات والآلهة. المنديل الورقي ظهر في القرن IX في اليابان في عصر هيبان (794-1185م) أين كان سيدات الحكمة والنبلاء اليابانيات يرتدين حزام ملاءات بيضاء التي تكون بمثابة منديل.في عصر إيدو (1600-1868م) أعطوا اسم nuigishi التي تعني ورق المسح لأنها تستخدم في مسح شفرة السيف......الخ، كما أنه يباع حاليا تحت اسم kleenex. في اليابان كل وطول الأيام الساخنة في الصيف حيث تقوم مجموعة من الفتيات بتوزيع المناديل الورقية مجانا في الشارع. معطرة أم لا دعامة المثالية للإشهار.

### فرنسا والغرب

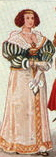
مرأة نبيلة بمنديل

في الغرب ليس إذن إلا بعد العصور الوسطى أن المنديل كان معروف بالضرورة على نطاق واسع وإن لم تكن هذه الندرة النسبية تحول دون استخدامه من قبل جميع فئات السكان (بدلا من الفراولة على سبيل المثال المنديل موجود في مسرحية موليير –البخيل 1668).
«من هو المغرور الذي يتمخط»

### من الاستخدام الصحي إلى الاستخدام الثقافي للمنديل
استعمال المنديل لا يقتصر فقط على الناحية الصحية مؤلفة من تأثير الشيء على الدراسة ميكروسوسيولوجية الملاحظة التي تسمح بأخذ قياس الأكبر لتعدد في الاستخدام الثقافي.

#### التمخط أمام العموم
هذه الاختلافات تنشأ بين الدول وهو أمر منطقي والاختلافات تكمن في صنع المنديل، في اليابان حتى في السنوات 1990 المنديل كان من نسيج القطن، في الأسلوب الفرنسي لم تستخدم أبدا للتمخط، عند اليابانيين صلة علم الصحة بالأخلاق هو مختلف بشكل ظاهر بسبب تعارض الغربي لتمخط، فهم يستعملون خاصة المناديل من النسيج تستعمل فقط لمسح أو تنشيف اليدين، الوجه والرقبة، واليوم يمكننا القول أن المنديل تخلي عنه تقريبا في اليابان عند البقية أيضا المنديل الورقي قليل الاستعمال للتمخط رغم الجهود التي تبذلها أنسجة سان.التمخط أمام الأخرى ن أكثر مما ينبغي فعل غير مهذب قد يلفت الانتباه الزائد وبالتالي يحكم على الشخص بعدم النظافة المثالية.

#### التمخط بمعزل عن العموم
فعل التمخط بمعزل عن الآخرين ووضعها في الجيب غير مزعج للآخرين وهذا من شأنه أن يقلل تمييز المنديل في فرنسا: التمخط يمثل نمط من السلوك الناتج عن المجتمع، الذي يوحي بمظهر معبر يؤثر على الأخلاق والقيم، كذلك فإن بعض المراهقين الذين يسعون إلى بناء هوياتهم من خلال معارضة الكبار بالامتناع أحيانا عن الامتثال لهذا الشكل من التصرف، وفضلوا التمخط بصوت مرتفع علانية وأمام الملأ أو سرا في المناديل، غير أنه عمل صحي هام لأن التمخط لانتشار عدوات كثيرة، إن لم يكن التمخط مودا عابرة وعائدة فهو لا يقبل الانتظامية. رأينا من خلال هذه الحالة المحددة (فرنسا) التمخط يمكن أن يكون فعل مؤدب، كما يمكن أن يكون أكثر ابتذال في أماكن أخرى.

#### المنديل الأخلاقي
في نفس اللوحة، الشخصيات الرئيسية والتي هي ممتنعة عن الألم بقماش كلاسيكي ورسم أيضا الوجه مخفي بمنديل عادي، للمنديل هنا تعبير واقعي للجسم.
هنا المنديل يستخدم لمسح الدموع (أنظر فيلم حضرو مناديلكم لبتراندبك 1979م ويعكس خصوصا تفاصيل لوحة غوستاف كورنيه مأتم في أورنانس أو ذريعة لاخفاء الدموع بسبب الضعف. ولذكرى نذكر هذا التعريف لأمبروس بيرس (قاموس الشيطان): «المنديل مربع من الحرير أو القطن يستخدم لتنفيذ مختلف المهام الحقيرة المتعلقة بالوجه ومفيدة بشكل خاص في الجنازات في لإخفاء الدموع»
, وذلك هو الحال بالنسبة لتعبيرات جسدية كثيرة. حسب أسلوب الماسحين مثل: الضحك، التثاؤب، تنفس الصعداء وإلى ما ذلك حسب العادات، بعد كل هذا المسح بوضع الأصابع في الأنف قد يكون أنظف من قصر مناديل في الجيب كما أنها تفسد الكتان النظيف. إذا كان المنديل هو أصل الأجسام المستعملة للجسد، من عصر النهضة هو قطعة من القماش من دون شك منذ القدم شيء جزء من الثقافة ويعتبر من الأسلحة، إنه المنديل فهو عملي لتمخط أولا، يتلقى ككل الألبسة علامات التي تشير تماما إلى أي صنف ينتمي الحامل. غوستاف فلوبر يصف استعمالات المنديل في روايته (التعلم العاطفي): «من حين إلى آخر يمسح وجهه بمنديل الجيب»

### الحكم على أحد انطلاقا من منديله

#### المنديل الثقافي
المنديل علامة ثراء وفقا لغرامة التطريز وشكل معالمه وجودة موتيفه، الدانتيل والتطريز هي الجوانب الأكثر وضوحا التي تعبر عن الثراء الفاحش، مما ورد عن ملكة فرنسا كليمنس هنغاريا أرملة لويس جنيه 1328م لم يعرف موتها بمنديلها الحريري المطرز. في العصور الوسطى الاختلاف بين المناديل اتخاذ المزيد من الراحة والتفاخر، إن انتماء الاشخاص ذو الامتيازات إلى الطبقات الاجتماعية تملك مناديل ذات متقنة وشكل متميز، غير أن المجتمع الفرنسي تسلسله هرمي ولكل من أجزاءه قياس للآخر (فترة بداية الثورة الصناعية). العلامات الأخلاقية للمظهر الخارجي متعددة، والمنديل من بينها، وهو الشيء أكثر أو أقل راحة وتفاخر، أهميته الجمالية والرمزية كونه يعطى لرؤيته خاصية تصبح أكثر أهمية من استخداماته المادية التي من اجلها تم إنشاؤه فعليا.
في القرن التاسع عشر المنديل أصبح جزء من الملابس معبر، المنديل جزء من عدة الرجل المحترم.
«إذا كان هناك شيء مثير للسخرية حتى أن المرء لا يستطيع الامتناع عن الانفجار عن الضحك يجب أن يغطي وجهه بالمنديل أو بيديه»، المنديل إذن أصبح تدريجيا من الملابس وتلقى علامات محفوظة للملحقات الذي أصبح يحمل بطريقة معينة مثل: القفازات، مظلة أو القبعة.

## المنديل لكل الأمور الأخرى غير المسح

### المنديل يعوض أشياء أخرى ارتجالية
المنديل الذي شكله مربع من استخداماته: كمامة، حبل....الخ وهكذا ألكسندر دوماس ذكر أن لويس السادس عشر أعدم مكتوف الأيدي بواسطة منديل ورفض العاهل الجلاد سانسون المفروضة على المدانين.(محاضرات ألكسندر1854م). شجرة بالمناديل () سميت من قبل الأب دافيد. منديل هو شيء مثالي يستعمل كحبل عندما نفتقر إليه: المنديل من النسيج يستعمل في عدة جوانب، كما أنه متين ولا يتمزق بسهولة. علاوة على ذلك من ايجابياته الراحة والسمك: كالكمامة والحبل حيث يمكن أن يعوض أشياء أخرى بالمنديل ك: تضميد ذراع مجروح، ايقاظ شخص بتبليله بأملاح أو العكس تنويمه بواسطة كلوروفورم. ايقاف النزيف، الاستعمالات الطبية المتعددة، يستعمل كإشارة بالدخان، ربطة العنق (المنديل يفضل بمربعات حمراء وبيضاء من النسيج الخشن للمسح، خرقة كبيرة من النسيج غليظة تحل كل وأفضل المشاكل. المنديل يسمح أيضا بالمسح، البلل، الغبار وتلميع الأحذية، تنشيف الجسم، مسح الجبين من العرق، اليدين.

### المنديل كلباس
قد يكون للمنديل فائدة عملية كما قد يستعمل كأزياء زائدة عن الحاجة، وابعد من ذلك استطاع المنديل احتلال مكانة بين الملابس الكبرى وأصبح له علامات تجارية فاخرة، وقد يستعمل المنديل كذلك حول الرقبة وأيضا على الرأس للحماية من الشمس والمطر ومن بين أمثلة أخرى أثناء موسم الحرارة في إفريقيا أو بين العاملين في البحر في فرنسا.
الحدود بين منديل وشاح أو غيرها من الملابس أصبحت غير واضحة بعض الشيء، على الرغم من أن اسم منديل الرقبة هو التناظرية: أنها ليست حقا منديل حول الرقبة. علاوة على هذا، قد تكون الغاية من وراء استخدام المنديل الإشارة إلى المبولة إلى الشذوذ الجنسي، ففي عام 1970 ظهر في سان فرانسيسكو استخدام المنديل الملون كلباس عند المثليين جنسيا، فكان استخدام هذا النوع من المنديل كدليل على الانتماء إلى المجموعة، رغم أنه كان شائع آنذاك استخدام المراوح الملونة والمناشف بشكل أعم. ولكن قد يكون المنديل من ضمن إكسسوارات الملابس، مثلما يبينه استعماله عند السياسيين، فالارتجال هو جزء أساسي من إجراءات سياسية معينة، والنقابات، وما إلى ذلك. (على سبيل المثال الإضراب).فقد يتخذ المعنيون جزءا من قماش كرمز لشعاراتهم، نفهم إذن أن المنديل يبقى شيئا بسيطا ويصبح أحيانا وسيلة أساسية لغايات عليا وهذا التواضع في حد ذاته يمكن أن يخدم قضية ما. الانضمام إلى مثل هذه الإشارات غالبا ما تظهر بشكل عفوي، دون سابق إنذار، فالمنديل هنا هو وسيلة افتراضية: لكن منذ أن أصبحت راية المنديل معترف بها فيتم تصنيع الأعلام في شكل موحد، وذلك باستخدام الأنسجة لهذا الغرض: إذن، فالمنديل هنا يعود إلى غرضه الأصلي.بحيث لا يمكنه فعل أشياء أخرى نبيلة، على الرغم من وجود عدد كبير من الاستخدامات الممكنة. فنادرا، ما يمكن للمنديل أن يحتل مكانا افتراضيا ولكن عن طريق الاختيار: ففي بعض الرياضات يستخدم المشجعون مناديل للتعبير عن عدم رضاهم عن فريقهم وموافقتهم لأحكامه، بدلا من الصفير على سبيل المثال في مصارعة الثيران، وتستخدم مناديل من ألوان مختلفة لإشارات مختلفة لرئيس مصارعة الثيران، على سبيل المثال، منديل أبيض يظهر التأييد الشعبي للمصارع ثيران والرئيس، كما أن المنديل الأخضر من الرئيس هو إشارة على أنه يجب تغيير الثور المجروح في الآونة الأخيرة (1991)، تم تبني اللون البرتقالي، وهذا يعني العفو الممنوحة من رئيس الثور. فهذه الألوان ولاشك مأخوذة من الأصول الإسبانية فهي متفق عليها هناك على العموم، المنديل وعلى الرغم من دوره الجديد، ظل كائنا من المفترض أن يكون ذات فائدة الأولية، على الرغم من أنه اصب حان يكون مجرد وسيلة موضة أزياء. فتسمية منديل تدل على العائدات المنخفضة، فهو كائن عادي في خدمة حاجة أساسية المادية. ومجبر على أن يظل الأكثر شيوعا. فهو لنظافة الأنف ولا يمكن فصلها.

### للمنديل وظيفة مزدوجة: لتنظيف الأنف، إضافة إلى تعافى من الدعاية
الإشهار يستخدم بعض المناطق غير متوقعة. في اليسار، تتم طباعة الإعلان مباشرة على المغلف من مجموعة من المناديل. على اليمين، يتم إدراج لوحة الإعلانات بين المناديل ومغلف العلبة. المنديل، أداة منزلية، ذات استعمال واسع في أوائل القرن العشرين، كانت بمثابة دعم لصور الدعاية القومية. وهكذا، في فرنسا، يمكن أن تشاهد الألوان الثلاثة ورموز وطنية أخرى على مناديل سنوات 1900. مثال آخر على الانتعاش الدعاية، أكثر حداثة، هو في اليابان المعاصرة. شركات توزيع الحزم خالية من المناديل الورقية في الشارع للمارة هذا التوزيع على نطاق واسع. تطبع على علب المناديل الورقية إعلانات (كلينيكس لا علاقة لها). المنديل يستخدم كوسيلة للدعاية مصقول (مهداة مع منديل، مقترحة وغير مفروضة). هذا التوزيع له النجاح النسبي، من ناحية، ونادرا ما تستخدم مناديل اليابانية في العام (انظر أعلاه) من ناحية أخرى، فإن الجانب حرة وحقيقة أن يمكنك استخدام المناديل الورقية في أي مهمة تنظيف تسمح بتحقيق النجاح في هذا الأسلوب من الدعاية. الدليل على ذلك هو تنويع الإعلان : السنوات التي سبقت عام 1990، كانت هناك إعلانات فقط بالنسبة للبنوك والجنس عبر الهاتف. واليوم، أصبحت حزمة منديل من المساحات الإعلانية وغيرها.

### موضة المنديل
المنديل ذو شكل مربع هل هو خاص بالملوك؟
بين 1771 و1783، نشرت الأكاديمية الملكية للعلوم أوصافها للفنون والحرف، التي وافق عليها الأعضاء في الأكاديمية الملكية للعلوم في باريس. ويحتوي الكتاب على مقالات عن الحجم الدقيق للمناديل، وغيرها من قبعات ليلية.
كان للمنديل عدة أشكال، الدائري، المربع، والثلاثي، وكلها مفيدة من الناحية الفنية لتنظيف الأنف. ومع ذلك، في القرن الثامن عشر، ماري انطوانيت لاحظ أن المنديل المربع كان الأنسب، لويس السادس عشر، في وقت لاحق، فرض هذا الشكل من المناديل مع رسائل البراءات في 1785.وظل الشكل المربع إلى يومنا هذا، على الرغم من انه من وجهة نظر الصحة، لا حاجة لتوحيد المقاييس لموسوعة تتظمن عدة استعمالات للمنديل يستخدم كلواحق أزياء. من القرن الثامن عشر إلى القرن العشرين، وتطور شكل المنديل اعتمد على عاملين متقاطعين: التوحيد والنسبية من جهة، ومن ناحية أخرى، الاستخدام لغرض الموضة للأزياء.

### تعديل حجم المنديل
بعد لويس السادس عشر، أصبح توحيد احجام المناديل يرجع أساسا إلى عمليتا التصنيع والتسويق ومنديل معهم واسع، ولا سيما عن شيء شائع على نطاق واسع. لكن لاحظ على الفور التحذير : قد نتصرف في التوحيد بحكم الواقع لا بحكم القانون، وهذا يعني أن كل مصنع المناديل المصنعة من حجم واحد، مع عدم وجود قاعدة مشتركة مع غيرها من المصنوعات. هذا لا يزال صحيحا اليوم، ولكن لكل مورد نمطه الخاص به. ليس هذا هو الحال بالنسبة للأحذية، والحد الأقصى لطول الريش، وحجم المصابيح الكهربائية أو الأغراض المنزلية الأخرى التي بالنسبة لها التوحيد أمر بالغ الأهمية (أي نوع من المناديل يناسب أي أنف، ولكن ليس أي نوع من أحذية يتناسب مع أي رجل).

### الفترة الحديثة: تصنيع وتسويق
في القرن التاسع عشر كانت قد اتجهت المناديل نحو تعديل إذ اعتمدت في التصنيع على مقاييس 30*30 سم وأحيانا 40*40 سم وأحيانا قليلة مقاييس 50*50سم.
على الهامش، بعض أنواع معينة من المناديل لم تكن موحدة : المنديل الخاص بالطفل على شكل حيوان على سبيل المثال، تعلق على حشرجة الموت (أو غيرها)، من الممكن جدا أن تكون بمثابة غطاء.

### المنديل بين الأمس واليوم
منديل قماش أنواع المناديل من القماش : قطعة مربعة من القطن. يتم عادة على متن طباعة الخشب والرسم اليدوي، نحو 1795.
منديل غير القابل للتصرف لخفته، لينه ورقته، ولكنه قوية. الشركات المصنعة للمنديل من القماش في الماضي، سعت إلى تبني هذه الأوصاف.
في القرن الثامن عشر، ظهرت اوصاف جديدة من القطن، بما في ذلك من الهند، مثل مدراس، سميت على اسم المدينة الهندية. وقد أعطى أيضا مدراس اسمها إلى فحص الأقمشة، لجميع الأنسجة والخرق والملابس.
في ذلك الوقت، واردات المنسوجات أصبحت أكثر عددا والمغاسل تحويل، والمصانع هي في زيادة : هو فترة ما قبل الثورة الصناعية، والبعض الآخر الشالات والمناديل. إذا الأقمشة طبعت عادة (غالبا إلى خشبية أو النحاس)، واستمر التصنيع اليدوي أكثر تعقيدا، لا سيما بالنسبة التطريز.
مع مطلع القرن التاسع عشر، يمكن أن تكون أحيانا هذه المنسوجات مستخدمة بآلة التطريز، وبعد ذلك، اختفت الحرف اليدوية تدريجيا، مما خلف العديد من هذه النساجون العاطلين عن العمل.
بين 1800 و1830، المربع من القطن كان الوشاح يستعمل كمنديل لتنظيف الأنف.استأنفت المربعات من القطن في كثير من الأحيان (ولا تزال) المعروفة باسم الزخارف الهندية
وقد استخدم الحرير في وقت مبكر جدا، لليونته أكثر من القطن، على الأقل مع تقنيات ما قبل الثورة الصناعية. والحرير يأتي في مجموعة من الملحقات بما في ذلك مناديل. كونه لديه ميزة أكثر من القطن، لتكون خفيفة جدا وناعم.
الشركة المصنعة الشهيرة قامت بتصنيع مناديل ظهرت عموما في القرن التاسع عشر الأقمشة ذات جودة عالية هي الأكثر شعبية، والتي تأتي معظمها من مصر، على الرغم من أصله بيرو، والتي هي ألياف طويلة جدا وذات جودة عالية (5 ٪ من إنتاج القطن العالمي).

## صناعة السيليلوز
ظهرت أنواع مختلفة من المناديل، من منظور ايكولوجي، فمن الأفضل استخدام منديل من القماش يمكن استعمالها، على السليلوز منديل القيت في الطبيعة ما يقرب من ثلاثة أشهر حتى تختفي. للحصول على فكرة من هذا التلوث، وشركة كيمبرلي كلارك تعاونية (صانع كلينيكس) تبيع فقط 300 مليار دولار في العام مناديل في الولايات المتحدة وأوروبا، بما في ذلك 20 مليار دولار في فرنسا.
ومع ذلك، فإن نقطة الصحية للعرض، المنديل الورقي ذو الاستعمال الواحد هو الأفضل. فالمخاط، بشكل خاص، لا تزال مرتعا للجراثيم. على سبيل المثال، يمكن لفيروس الجهاز التنفسي العيش لأيام عديدة في الأنسجة ويسبب عدوى فيروسية عند الأطفال الرضع.
لكن هذه الاعتبارات لا تخص سوى مناديل القماش إعادة استخدامها مرات عديدة جدا ويوصى لغسلها بانتظام. لهذا، 60 درجة مئوية في آلة كافية. لمنديل نظيف، مع أقل قدر ممكن من الجراثيم، يمكنك استخدام التبييض (ولكن حذار من الألوان).
إنتاج المناديل الورقية يتطلب ورقة الخشب المعاد وتدويره أقل لينة، وأقل للتسويق. من ناحية أخرى، وغسل منديل هو أيضا مصدر للتلوث (الغسيل، ومياه وفيرة عن هذه قطعة صغيرة من الأنسجة). فالتوازن البيئي يبقى هو تنظيف الأنف بالأصابع. وعلاوة على ذلك فالرياضيين نادرا ما يمسحون أنوفهم في منديل، أو لاعبي كرة القدم.